# 이시하라 유지로
이시하라 유지로(石原裕次郎, 1934년 12월 28일 - 1987년 7월 17일)는 일본의 배우, 가수이다. 효고현 고베시 스마구 출신으로 도쿄도지사를 지냈던 이시하라 신타로의 남동생이다.닛테레에서 방영된 형사 드라마《太陽にほえろ！(태양에 짖어라)》에 1972년부터 1986년까지 출연했다.

## 출연

### 영화
1956년
- 태양의 계절(영어판)
- 미친 과실
- 유모차

1968년
- 구로베의 태양

### 드라마
- 구로베의 태양 (1969년, 닛폰 TV)
- 태양에 짖어라! 시리즈 (1972년 - 1986년)
- 대도시 시리즈 (1976년 - 1979년)
- 서부경찰 시리즈 (1979년 - 1984년, TV 아사히)
- 자토이치이야기 (1974년)